# Kornél
Cet article possède un paronyme, voir Cornell.
Kornél est un prénom hongrois masculin.

## Étymologie
Le prénom dérive du nom romain (latin) Cornelius ou Cornélius, désignant une famille romaine célèbre, plutôt que l'arbre cornouillier.

## Équivalents
- Cornelis, Cornélis, Cornélius, Corneille
- Cornelia, Cornélia

## Fête
Les "Kornél" se fêtent le 3 juin ou le 13 septembre, mais parfois aussi le 3 mars, le 2 juin ou le 16 septembre.